# حمادي صمود
حمادي حميدة صمود (ولد في 25 يونيو 1947 في قليبية) هو جامعي وكاتب تونسي، وعضو في مؤسسة بيت الحكمة.

## الحياة المُبكّرة والتعليم
درس حمادي صمود الفلسفة والآداب الكلاسيكية. تحصل على شهادة التبريز في اللغة والآداب العربية سنة 1972 من كلية الآداب والعلوم الإنسانية بتونس، ثم في 1980 تحصل على دكتوراه دولة في نفس المجال. عمل كأستاذ بكلية الآداب والفنون والإنسانيات بمنوبة، بعد أن درَّس في جامعة باريس 3 - السوربون الجديدة وجامعة باريس 8 وجامعة لوميار ليون 2. 

عين في 12 نوفمبر 2012 عضوًا في مؤسسة بيت الحكمة.

## المسيرة المهنيّة
عاش صمود سنوات حياتهِ الأولى في قليبية بتونس، حيث درس هناك الفلسفة والأدب الكلاسيكي. حصل صمود في عام 1972 على إجازة في اللغة العربية وآدابها من كلية الآداب والعلوم الإنسانية بتونس، وحصل وفي عام 1980 على درجة الدكتوراه في نفس التخصص. كانت رسالته بعنوان «التفكير العربي الخطابي: أصوله وتطوره في القرن السادس». بعد الدراسة في جامعة السوربون الجديدة باريس 3 وجامعة باريس 8 وجامعة لوميير ليون 2، عمل أستاذًا في كلية الآداب والعلوم الإنسانية في مدينة منوبة.
كان أستاذًا في الفترة الممتدة من 1984 حتى 2008، كما كان مدرسًا في المعهد العالي للغات والذي كان يقدم دروسًا في علوم اللغة والبلاغة لأساتذة الجامعات. شارك الكاتب والباحث التونسي في عدة ندوات علمية في البلاغة والنقد ونظريات الأدب. أشرفَ خلال مسيرته المهنية على ما يقرب من 70 بحثًا علميًا، 24 منها أطروحة دكتوراه.
عُيّن في الثاني عشر من تشرين الثاني/نوفمبر 2012 عضوًا في مؤسسة بيت الحكمة. حصلَ صمود على جائزة «الدراسات الأدبية والنقد» من مؤسسة سلطان بن علي العويس الثقافية تقديرًا لمساهمته في مجال النقد العربي المعاصر.

## مؤلفاته
- التفكير البلاغي عند العرب: أسسه وتطوره إلى القرن السادس هجرياً، منشورات الجامعة التونسية، المطبعة الرسمية للجمهورية التونسية، 1981.
- الشعر والتراث: معنى الوعي الشعري بالتراث، دار الشؤون الثقافية العامة، بغداد، 1986.
- الوجه والقفا: في تلازم التراث والحداثة، الدار التونسية للنشر، تونس العاصمة، 1988.
- النظرية اللسانية والشعرية في التراث العربي من خلال النصوص (بالتشارك مع عبد السلام المسدي وعبد القادر المهيري)، الدار التونسية للنشر، تونس العاصمة، 1988 (762453387).
- في نظرية الأدب عند العرب، النادي الأدبي الثقافي بجدة، جدة، 1995 (793131947).
- أهم نظريات الحجاج في التقاليد الغربية من أرسطو إلى اليوم، منشورات كلية الآداب والفنون والإنسانيات بمنوبة، منوبة، 1997.
- من تجليات الخطاب البلاغي، دار قرطاج للنشر والتوزيع، قرطاج، 1999.
- من تجليات الخطاب الأدبي، قضايا نظرية، دار قرطاج للنشر والتوزيع، قرطاج، 1999.
- من تجليات الخطاب الأدبي، قضايا تطبيقية، دار قرطاج للنشر والتوزيع، قرطاج، 1999.
- مائوية طه حسين (بالتشارك مع محمد القاضي، عبد الله صولة، محمود طرشونة، محمد الهادي الطرابلسي)، دار مسكيلياني للنشر والتوزيع، تونس العاصمة، 2000 (ردمك 9789973929128).
- بلاغة الهزل ومسألة الأجناس الأدبية عند الجاحظ، دار شوقي للنشر، تونس العاصمة، 2002.
- بلاغة الانتصار في النقد العربي القديم: رسالة أبي بكر الصولي إلى مزاحم بن فاتك نموذجا، منشورات كلية الآداب والفنون والإنسانيات بمنوبة، منوبة، 2006 (ردمك 99731201078).
- البناء على الخطأ: ابن رشد قارئا أرسطو، مرايا الحداثة للنشر، تونس العاصمة، 2007 (ردمك  9789973997074).
- طريقي إلى الحرية، دار محمد علي للنشر، تونس العاصمة، 2017.

## الجوائز
- 1994: جائزة الدولة في العلوم الإنسانية.
- 2010: جائزة خادم الحرمين الشريفين للترجمة في صنف الترجمة من الفرنسية.
- 2011: جائزة ابن خلدون - سنغور للترجمة في العلوم الإنسانية من قبل المنظمة العربية للتربية والثقافة والعلوم.
- 2017: جائزة سلطان بن علي العويس.
- 2017: جائزة أبو القاسم الشابي.
- وسام الاستحقاق التربوي.